# Breaking Hearts (Ain't What It Used to Be)
Breaking Hearts (Ain't What It Used to Be) è un brano scritto ed interpretato dall'artista britannico Elton John; il testo è di Bernie Taupin.

## Descrizione
Proveniente dall'album del 1984 Breaking Hearts (ne costituisce la quarta traccia), si caratterizza come una canzone di stampo pop: la melodia è lenta, completamente differente da quella di brani ritmati come Sad Songs (Say So Much) o Who Wears These Shoes?. È messa in evidenza la Elton John Band degli anni Settanta, composta da Davey Johnstone, da Nigel Olsson e da Dee Murray; essi si cimentano però solamente ai cori (in effetti l'unico strumento presente è il pianoforte di Elton). Il testo di Bernie significa  Spezzare i Cuori (Non sei più quella che eri). 
Breaking Hearts (Ain't What It Used to Be) fu distribuita come singolo esclusivamente nel Regno Unito, nel 1984 (subito dopo In Neon); non ebbe però un grande successo, raggiungendo una #59.